# Küçükçatak, Susuz
Küçükçatak là một xã thuộc huyện Susuz, tỉnh Kars, Thổ Nhĩ Kỳ. Dân số thời điểm năm 2010 là 473 người.